# Baronetjärnet
Baronetjärnet är en sjö i Säffle kommun och Åmåls kommun i Dalsland och ingår i Göta älvs huvudavrinningsområde. Sjön har en area på 0,0792 kvadratkilometer och ligger 111,5 meter över havet.

## Delavrinningsområde
Baronetjärnet ingår i det delavrinningsområde (656641-132021) som SMHI kallar för Utloppet av Buvattnet. Medelhöjden är 125 meter över havet och ytan är 10,33 kvadratkilometer. Det finns inga avrinningsområden uppströms utan avrinningsområdet är högsta punkten. Kasenbergsån som avvattnar avrinningsområdet har biflödesordning 3, vilket innebär att vattnet flödar genom totalt 3 vattendrag innan det når havet efter 206 kilometer. Avrinningsområdet består mestadels av skog (74 procent). Avrinningsområdet har 1,63 kvadratkilometer vattenytor vilket ger det en sjöprocent på 15,7 procent.